# Jabalíes en heráldica

Un jabalí, mostrado en el escudo de armas de Eberbach, Alemania (diseño de 1976)

El jabalí y las cabezas de jabalíes son figuras comunes en la heráldica. Una bestia completa puede representar lo que se consideran las cualidades positivas del jabalí, la sapiencia, el coraje y fiereza en la batalla; en cambio, una cabeza de jabalí puede representar la hospitalidad (de la costumbre de servir a la cabeza del jabalí en las fiestas), o puede simbolizar que el portador de las armas es un cazador relevante.
En la heráldica clásica de la Baja Edad Media y principios del periodo moderno, el jabalí era tratado de forma más extraña que el león, el águila o el oso. Un ejemplo notable de la época medieval es el jabalí blanco de Ricardo III de Inglaterra (1452-1485). El jabalí aparece con frecuencia en los escudos de pueblos o ciudades diseñados en los últimos siglos. Por otra parte un animal más extraño que el jabalí es la cerda (a menudo aparece con lechones lactantes), encontrado en algunos blasones como el de Albano Laziale.

## Edad Contemporánea y ejemplos actuales
En la heráldica moderna, el uso de una cabeza de jabalí (en lugar de todo el animal) se convirtió en un dispositivo popular. 
Siebmachers Wappenbuch (1605) muestra a un jabalí en el escudo de armas de la noble familia Schweinichen. 
Los gobernantes modernos que han usado la cabeza del jabalí como parte de sus escudos de armas incluyen a José Bonaparte o Joaquín Murat.

### En la cultura popular
La túnica del Caballero Negro de Monty Python and the Holy Grail muestra la cabeza de un jabalí rojo sobre fondo negro.